# Едмунд Айронсайд
Не варто плутати з англійським королем Едмундом II Айросайдом
Вільям Едмунд Айронсайд, 1-й барон Айронсайд (англ. William Edmund Ironside, 1st Baron Ironside; 6 травня 1880, Единбург — 22 вересня 1959, Лондон) — британський воєначальник, фельдмаршал (1940). Учасник Другої англо-бурської, Першої й Другої світових війн та Громадянської війни в Росії. У роки Першої світової війни бився на Західному фронті, брав участь у битві біля Пашендейла. З листопада 1918 до листопада 1919 року — очолював війська Антанти в Північній Росії, які підтримували Білу армію в протистоянні з більшовиками. У міжвоєнний час служив у Румунії, Угорщині, Туреччині та Персії, як очільник британських місій. Був комендантом Штабного коледжу в Камберлі, активний прибічник швидкої модернізації та переозброєння британської армії. З початком Другої світової війни став начальником Імперського Генерального штабу, на цій посаді перебував до 26 травня 1940 року, доки не був знятий з посади та призначений головнокомандувачем Домашніх військ, після чого незабаром пішов у відставку.

## Біографія
Вільям Едмунд Айронсайд народився 6 травня 1880 року в Единбурзі в родині майор-хірурга Вільяма Айронсайда в полку Королівської кінної артилерії. Батько Едмунда рано помер, і оскільки вартість життя наприкінці XIX століття була значно нижчою в континентальній Європі, ніж у Британії, мати багато подорожувала континентом, де юний Едмунд почав вивчати різні іноземні мови. Це володіння мовами стало однією з визначальних рис його характеру; до середнього віку він вільно розмовляв сімома мовами і повільно ще десятьма.
Військова кар'єра
- 25 червня 1899 — другий лейтенант
- 16 лютого 1901 — лейтенант
- лютий 1908 — капітан
- жовтень 1914 — майор
- 1 березня 1916 — підполковник
- січень 1918 — полковник
- березень 1918 — бригадний генерал
- 30 січня 1920 — майор-генерал
- березень 1931 — лейтенант-генерал
- 8 травня 1936 — генерал
- 20 липня 1940 — фельдмаршал

У січні 1898 року у віці сімнадцяти років після здобуття середньої освіти Айронсайд був прийнятий до Королівської військової академії у Вуліджі. В академії він багато часу присвячував спорту, зокрема боксу та регбі. При зростові у шість футів чотири дюйми (194 см) і вазі у 108 кг його однокурсники прозвали Едмунда «крихітний». Назва прижилася, і він був відомий під нею все своє життя.

### Англо-бурська війна
25 червня 1899 року після випуску з Королівської військової академії Едмунд Айронсайд прибув другим лейтенантом до полку Королівської артилерії. Пізніше того ж року його підрозділ, 44-та батарея Королівської польової артилерії, було відправлено до Південної Африки. Айронсайд воював протягом Другої англо-бурської війни, був тричі поранений й відзначений у наказі у 1901 року. 16 лютого 1901 року йому присвоєне звання лейтенант.
Після війни Айронсайда відправлено до Індії, де він служив у 1-й батареї Королівської кінної артилерії. У лютому 1908 року його підвищено в капітани. В червні 1909 року він став начальником штабу бригади. У вересні 1912 року Айронсайд повернувся додому та поступив на навчання до Штабного коледжу у Камберлі.

### Перша світова
У серпні 1914 року дворічний курс у Штабному коледжі був перерваний початком Першої світової війни. 5 серпня Айронсайда затвердили на штабну посаду до Британських експедиційних сил. Наприкінці жовтня 1914 року він призначений на посаду до щойно прибулої 6-ї піхотної дивізії.
У березні 1916 року він  отримав тимчасове звання підполковник і призначений начальником оперативного відділу дивізії  (GSO1). Незабаром його підвищили  до начальники штабу дивізії — до новоствореної 4-ї канадської дивізії. По прибуттю до Франції наприкінці 1916 року дивізія брала участь у завершальній фазі битви на Соммі, перед тим як її перевели на північ, де канадська дивізія готувалася до проведення наступальної операції на хребет Вімі.
В подальшому протягом 1917 року у складі дивізії бився на Західному фронті, брав участь у битві біля Пашендейла. У січні 1918 року був призначений на адміністративну посаду, як комендант Школи стрілецької зброї, у званні тимчасового полковника. Однак він швидко повернувся на Західний фронт, коли наприкінці березня тимчасовим бригадним генералом був призначений командувати 99-ю піхотною бригадою.

### Міжвоєнний час
Айронсайд командував 99-ю бригадою лише півроку; у вересні 1918 року його відрядили до союзних експедиційних сил, що боролися з більшовиками на півночі Росії. З 17 листопада 1918 року він командувач, а з 4 березня до 14 листопада 1919 року — головнокомандувач військами Антанти в Архангельську. Протягом більше року він постійно їздив по Північній Росії, забезпечуючи керівництво розсіяними міжнародними силами Антанти, що протистояли більшовикам. Загалом чисельність військ під його командуванням була не дуже значною — не більше 15 000 осіб, з яких до 6 000 британців, до 5 000 американців (Американські експедиційні сили на Півночі Росії та 85-та піхотна дивізія), майже 4 000 французів, близько 2000 італійців, були також китайський батальйон, нечисленні польський і сербський контингенти, Карельський легіон (Карельський полк) (чисельністю до 4000 осіб, сформований з числа місцевого карельського населення), і фінський Мурманський легіон (чисельністю до 1500 осіб, сформований з числа «червоних» фінів, які залишили Фінляндію після поразки у фінській громадянській війні). Спираючись на всебічну підтримку союзних військ, була сформована Північна армія генерала Міллера Є. К. Також було сформовано кілька змішаних британсько-російських підрозділів. Однак Червоній армії вдалося врешті-решт переломити ситуацію в Громадянській війні на свою користь і наприкінці 1919 року Айронсайд був змушений залишити Білу армію без підтримки.
У листопаді він передав командування Генрі Роулінсону, який контролював евакуацію союзних військ, і повернувся до Британії. За вміле керівництво військами у війні Айронсайд був удостоєний звання лицаря ордена Лазні та підвищений до майор-генерали; це зробило його одним з наймолодших майор-генералів у британській армії.
На початку 1920 року генерала Айронсайда призначили керівником військової місії, яка забезпечувала вивід румунських сил з Угорщини після угорсько-румунської війни 1919 року. А влітку його перевели до Туреччини, де молодий генерал контролював виведення військ з Ізміту. Наприкінці серпня його відрядили вже у третє поспіль закордонне відрядження — в Персію, де став командувачем Північно-перськими військами у складі Месопотамських експедиційних сил. Чинячи тиск на перського шаха, домігся звільнення всіх російських офіцерів на чолі з Всеволодом Старосельським з Перської козачої бригади і призначення її командиром Рези Пахлаві. У 1921 році брав участь в організації перевороту, в ході якого Реза Пахлаві змістив колишнього шаха і став правити Персією. Достеменно ступінь участі британців у перевороті Рези-хана залишається предметом історичних дискусій, але майже певно, що сам Айронсайд принаймні давав поради заколотникам. Після від'їзду з Персії в 1921 році шах нагородив його орденом Лева і Сонця.
Після Персії Айронсайд взяв участь у Каїрській конференції, де Вінстон Черчилль переконав його перебрати на себе командування нещодавно реорганізованими британськими силами в Іраку; однак, у квітні, при поверненні до Персії, літак, яким він летів, розбився, і британського генерала після декількох місяців перебування в лікарні повернули додому.
У травні 1922 року, після одужання від отриманих травм, Айронсайд повернувся на дійсну військову службу комендантом Штабного коледжу, де пробув повний чотирирічний термін, ефективно керував коледжем, а також опублікував декілька статей та книгу про битву при Танненберзі. Найголовніше для його подальшої кар'єри стало знайомство з наставником Дж. Ф. Ч. Фуллером, якого одночасно був викладачем коледжу, а також знайомство з сером Безілем Лідделл Гартом. Погляди Фуллера здійснили глибокий вплив на Айронсайда, який став прихильником реформування армії як елітної бронетанкової сили з потужною повітряною підтримкою, та формування єдиного міністерства оборони для централізації управління Збройними силами Великої Британії. Він часто сперечався з приводу необхідності більш швидкої модернізації та переозброєння армії, втім «старики», ветерани «траншейної» Першої світової війни, все ще посідали вершину у керівництві армії; врешті-решт, він навіть отримав догану від начальника Імперського генерального штабу, сера Джорджа Мілна.
Після коледжу в Камберлі Едмунд Айронсайд був призначений командувати 2-ю дивізією в Англії — на цій посаді його розчарувало ставлення командування щодо підготовки піхотних військ без сучасного обладнання — і в 1928 році його відправили командувати Мірутським округом в Індії. У березні 1931 року він отримав звання лейтенант-генерала, а в травні повернувся до Англії, де повернувся на посаду синекуру — лейтенанта Лондонського Тауера — але на половинну ставку окладу. 1933 році Айронсайд отримав посаду генерал-квартирмейстера Британської індійської армії. На цій посаді він  багато подорожував країною, відвідуючи полки та контролюючи процес «індіанізації». Втім, він був дуже далекий від Воєнного офісу і, як офіцер передових поглядів на розвиток збройних сил, не зміг зробити істотного впливу на підготовку британської армії до майбутньої війни.
1936 році генерал Айронсайд повернувся додому, де очолив Східне командування, одне з регіональних командувань корпусного рівня у Сполученому Королівстві. З'ясувавши реальний стан ситуації в Європі, він зрозумів, що війна спалахне набагато швидше, ніж він очікував, і що армія Королівства перебуває в жалюгідному стані, неспроможна захистити країну. У 1937 році він втратив можливість посісти найвищу посаду в британських збройних силах; до цього моменту він вважався можливим кандидатом на посаду начальника Імперського генерального штабу, але вище керівництво країни зупинилося на кандидатурі лорда Ґорта, якого Айронсайд вважав непридатним до такої відповідальної посади. Державний секретар з питань війни Леслі Гор-Беліша офіційно повідомив йому про те, що у віці 57 років він вважається занадто старим для цієї посади. Незабаром Айронсайда призначили ад'ютантом короля, а на початку 1938 року він став губернатором Гібралтару; як правило, на цю посаду йшли похилі ветерани, перед тим, як піти на пенсію.
Очоливши губернаторство він поринув у підготовку Гібралтару до війни. За його каденцію тамтешні сили оборони були зміцнені і гарнізон підготувався до тривалої облоги.
У травні 1939 року Айронсайд призначений генерал-інспектором експедиційних сил Британії, тобто під його контролем опинилися усі британські наземні війська, що перебували за межами Британських островів.
Як і очікувалося, Айронсайд незабаром почав протистояння з лордом Гортом. У липні 1939 року Айронсайд відвідав Польщу, де зустрівся з польським верховним командуванням. Після повернення він повідомив, що польський уряд навряд чи спровокує Німеччину на війну, але попередив, що країна буде швидко перекрита і що Східний фронт, ймовірно, не втримається довго.

### Друга світова
3 вересня 1939 року Велика Британія оголосила війну нацистській Німеччині, вступивши у Другу світову війну. Цього ж дня Айронсайд був призначений начальником Імперського Генерального штабу, внаслідок чого він був дуже здивований таким кадровим рішенням і щиро вірив, що його призначать головнокомандувачем британськими експедиційними силами, і вже відправляв свого помічника в Олдершот, щоб почати підготовку свого штабу.
На посаді начальника генштабу Айронсайд стрімко розгорнув активну діяльність, визначивши першим завданням стратегію швидкого зосередження потужних сил у Франції, спрямувавши зусилля на те, щоб перекинути на континент близько двадцяти дивізій. Однак цей компонент грав суто оборонну роль, його головним завданням була підтримка французької армії. Одночасно значні зусилля були кинуті на утворення великого британського формування на Близькому Сході, з ймовірною перспективою діяти в периферійних операціях на Балканах. Він рішуче підтримував розвиток повітряних сил, що діятимуть в інтересах командування армії, але в той же час стверджував, що коли німецький наступ розпочнеться на Заході, Королівські повітряні сили повинні кинути свої основні сили на стратегічне бомбардування Руру, а не на атаки  німецьких військ, що наступають.
У квітні 1940 року після вторгнення Німеччини до Північної Європи в рамках операції «Везерюбунг», в ході Норвезької кампанії вперше в битвах Другої світової війни взяли участь значні британські сили. Недоліки в командній системі швидко почали проявлятися. Засідання Воєнного кабінету тривали дуже довго, але не мати жодного ефекту, як і засідання начальників штабів, до великого розчарування Айронсайда. Йому також було важко впоратися з перепадами настрою Черчилля та його наполегливості у прагненні управляти кампанією, поступово між ними почала рости напруга.
З початком Французької кампанії Айронсайд власноручно вирушив до Франції для встановлення взаємодії з французьким командуванням та налагодження стосунків між британськими експедиційними силами та французькою армію у спробі зупинити німецький наступ. Він демонстрував глибоку неприязнь і недовіру до французів, яких він вважав «абсолютно недобросовісними у всьому». На конференції в Лансі він зіткнувся з французькими генералами Бійотом та Бланшаром, яких він вважав пораженцями. Хоча Біллотт мав координувати операції британських, французьких та бельгійських армій у Бельгії, Айронсайд сам взяв на себе цю функцію, наказавши Горту та Бланшару розпочати контратаку проти німців біля Аррасу. Цей напад досяг певного локального успіху, але німецький натиск виявився невпинним. Французький головнокомандувач, генерал Максим Вейган дуже обурився діями Айронсайда. Айронсайд, зневірившись у готовність французької армії воювати, підтримав думку Ґорта, що евакуація БЕС є неминучою.
26 травня 1940 року генерал Айронсайд був знятий з посади начальника генштабу та призначений головнокомандувачем Домашніх військ. Замість нього британські збройні сили очолив генерал сер Джон Ділл. У підпорядкуванні Айронсайда були 15 територіальних піхотних дивізій, бронетанкова дивізія, 57 батальйонів територіальної оборони та чисельні загони місцевих добровольців. Ці сили практично не мали артилерії, протитанкових засобів, у бронетанковому з'єднанні була лишень невеличка кількість легких танків.
19 липня Айронсайд був викликаний до Воєнного офісу, де йому повідомили, що він буде замінений Бруком на посаді головнокомандувача Домашніх військ, що набуває чинності негайно.
Наприкінці серпня, через півтора місяця після відставки, Айронсайду присвоїли звання фельдмаршала. 29 січня 1941 року йому надали титул «барона Айронсайда Архангельського та Айронсайда в графстві Абердин», після чого він разом з сім'єю вирушив до Морлі Олд Холла у Норфолку. Після цього ніколи більше не отримував жодної військової посади, ігнорувався армійським керівництвом, рідко відвідував Лондон і ніколи не виступав у Палаті лордів.
У відставці Едмунд Айронсайд читав лекції та писав мемуари й займався вивченням історичних матеріалів, зокрема вивченням Архангелівської експедиції, та землеробством своїх маєтків у Норфолку. Після майже двох десятиліть у відставці, переживши автомобільну аварію, він отримав травму при падінні вдома; його доставили до військового госпіталю королеви Александри у Лондоні, де він помер 22 вересня 1959 року у віці 79 років. Його труну супроводили до Вестмінстерського абатства з усіма військовими почестями, після чого він був похований біля свого будинку в Хінгамі, Норфолк.